# Liste des évêques de Carcassonne

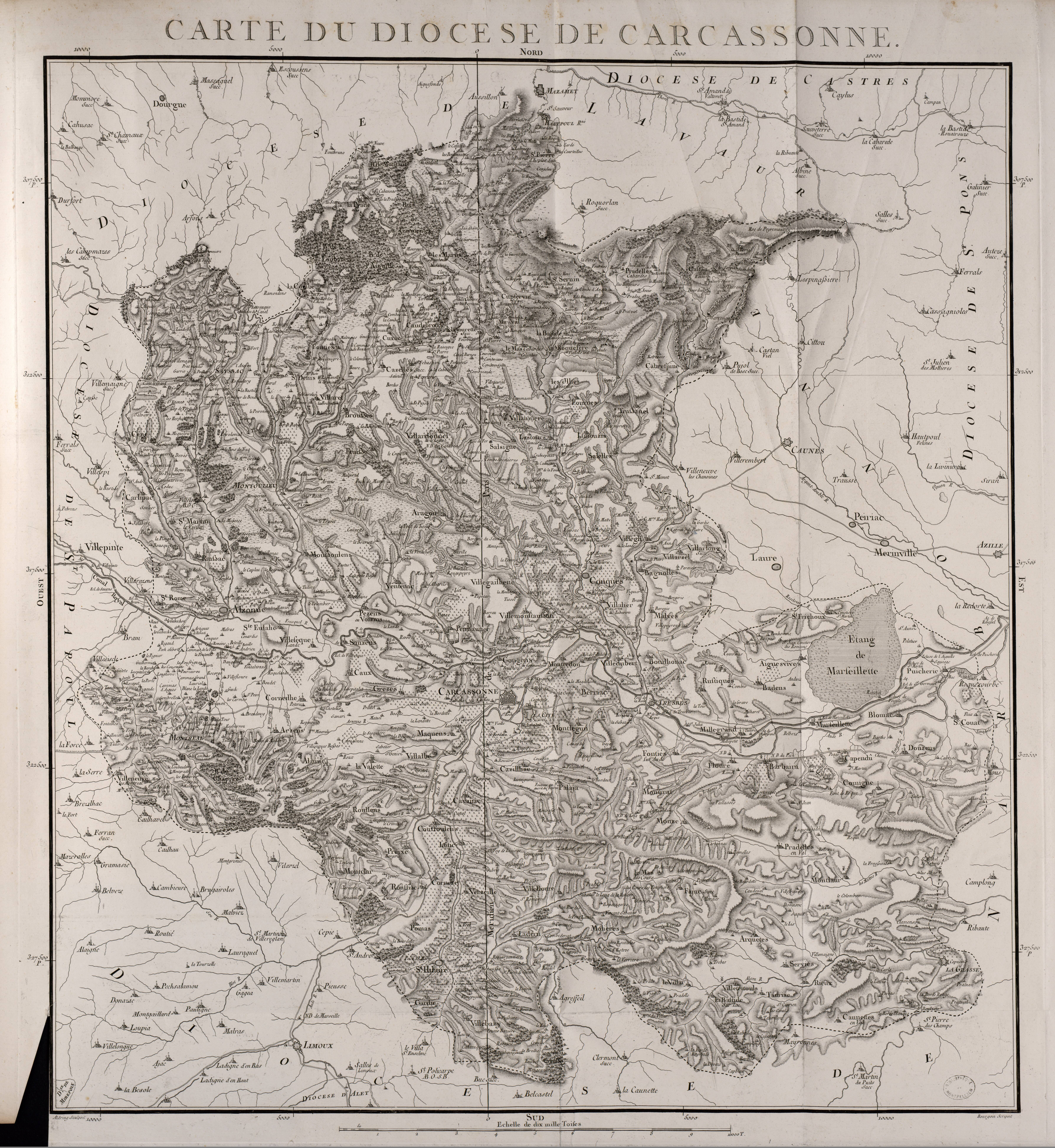
Carte du diocèse de Carcassonne en 1781

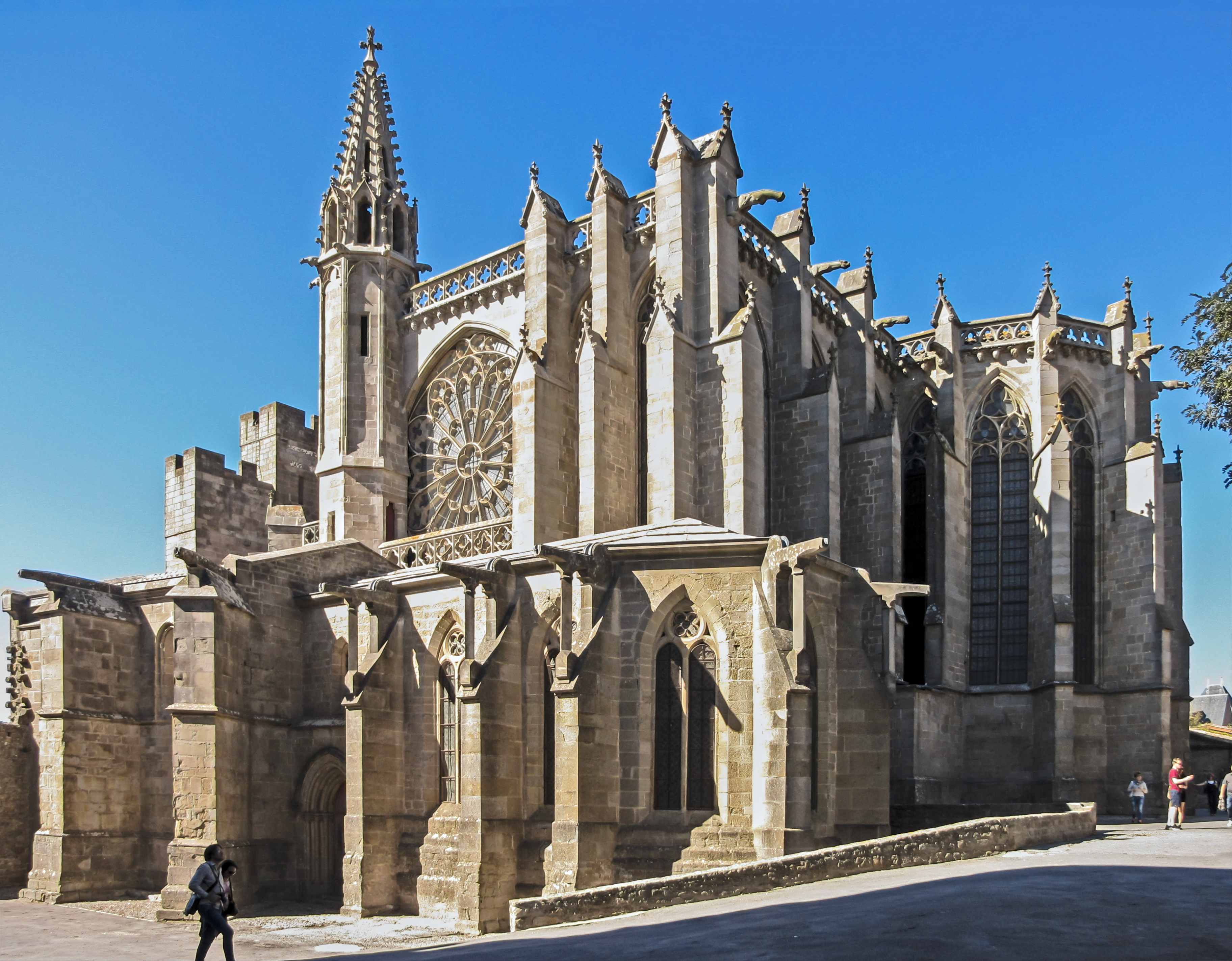
La basilique Saint-Nazaire et Saint-Celse située dans la Cité médiévale.

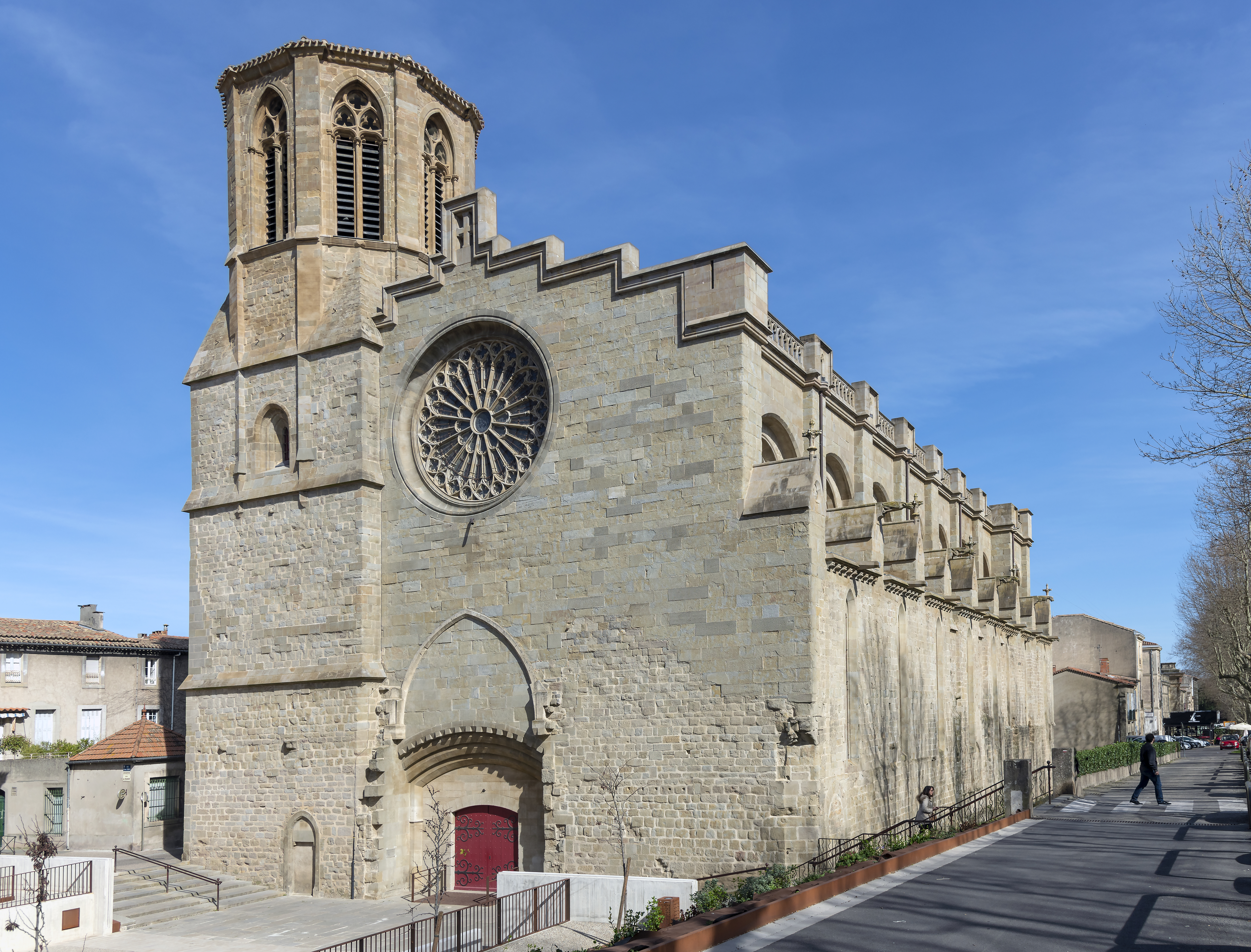
La cathédrale Saint-Michel située dans la bastide Saint-Louis.

Liste des évêques de Carcassonne :

## Haut Moyen Âge
- Hilaire v. 550
- Sergius 589
- Solemnius 633
- Elpidius 636
- Sylvestre 653
- Stapin (ou Étienne) v. 685-v. 720 ou 725
  - vacant après la conquete des Maures
- Hispicio 791
- Eniar 813[1]
- Eurus 860
- Léger 878
- Willeran 883-897
- Saint Gimer 902-931
- Abbon 933-934
- Gisandus 934-952
- Franco 965-977
- Aimeric 982-986

## Moyen Âge central
- Adalbert 1002-1019
- Foulques 1020-1030
- Guifré de Besalú 1031-1054
- Bernard de Rochefort 1060-1076
- Pierre d'Artauld 1077-1083
- Pierre II 1083-1100
- Guillaume Bernard 1100-1110
- Raimond Ier 1110
- Arnaud de Girone 1113-1130
- Raimond de Sorèze 1131-1141
- Pons de Tresmals 1142-1159
- Pons de Brugals 1159-1166
- Othon 1170-1201
- Bérenger 1201-1209

### XIIIesiècle
| Portrait | Armoiries                                   | Épiscopat   | Titulaire                             | Notes |
| -------- | ------------------------------------------- | ----------- | ------------------------------------- | --- |
|          | Ecu de la famille de Rochefort              | 1209 à 1211 | Bernard-Raimond de Rochefort          | |
|          |                                             | 1212 à 1224 | Guy des Vaux-de-Cernay                | |
|          | Ecu de la famille de Rochefort              | 1224 à 1226 | Bernard-Raimond de Rochefort          | |
|          |                                             | 1226 à 1248 | Clarín                                | |
|          |                                             | 1248 à 1255 | Guillaume Arnaud                      | |
|          |                                             | 1255 à 1266 | Guillaume Radulphe ou Guilhem Razouls | Son tombeau, dans une chapelle latérale de l'ancienne cathédrale Saint-Nazaire, fut retrouvé en 1839 par Jean-Pierre Cros-Mayrevieille. |
|          | Ecu de Mgr Bernard de Capendu               | 1266 à 1278 | Bernard de Capendu                    | |
|          | Ecu de la famille de Montbrun               | 1278 à 1280 | Jean-Gautier de Montbrun              | |
|          |                                             | 1280        | Bérenger                              | |
|          |                                             | v.1286      | Isarn                                 | |
|          | Ecu de Mgr Pierre de La Chapelle-Taillefert | 1291 à 1298 | Pierre de La Chapelle-Taillefert      | Nommé par la suite, cardinal-prêtre du titre de Saint-Vital et cardinal-évêque de Palestrina.                                           |
|          |                                             | 1298 à 1300 | Jean de Chevry                        | |

### XIVesiècle
| Portrait | Armoiries                          | Épiscopat   | Titulaire               | Notes |
| -------- | ---------------------------------- | ----------- | ----------------------- | --- |
|          | Ecu de la famille de Roquefort     | 1300 à 1321 | Pierre de Rochefort     | Il est inhumé dans une chapelle de la basilique Saint-Nazaire et Saint-Celse au pied de son monument funéraire.                                           |
|          | Ecu de la famille de Flavacourt    | 1322 à 1323 | Guillaume de Flavacourt | Par la suite nommé archevêque d'Auch et de Rouen. |
|          | Ecu de la famille Rodier           | 1323 à 1330 | Pierre Rodier           | Il est inhumé dans la basilique Saint-Nazaire et Saint-Celse.                                                                                             |
|          |                                    | 1330 à 1338 | Pierre de Jean          | Précédemment évêque de Meaux, Viviers et Bayeux. Inhumé dans la basilique Saint-Nazaire et Saint-Celse où son gisant en marbre est visible près du chœur. |
|          |                                    | 1338 à 1346 | Gaucelin de Jean        | |
|          |                                    | 1347 à 1354 | Gisbert de Jean         | |
|          | Ecu de la famille Aubert           | 1354 à 1357 | Arnaud Aubert           | Par la suite nommé archevêque d'Auch. |
|          | Ecu de la famille de Vairols       | 1358 à 1361 | Geoffroi de Vayrols     | Par la suite nommé archevêque de Toulouse. |
|          | Ecu de la famille Aubert           | 1361        | Étienne Aubert le Jeune | Cardinal-diacre de Santa Maria in Aquiro puis cardinal-prêtre de San Lorenzo in Lucina.                                                                   |
|          |                                    | 1362 à 1370 | Jean Fabri              | |
|          | Ecu famille de La Jugie            | 1371        | Hugues de La Jugie      | |
|          | Ecu de la famille de Saint-Martial | 1372 à 1391 | Pierre de Saint-Martial | Par la suite nommé archevêque de Toulouse. |
|          | Ecu de la famille de Cramaud       | 1391 à 1409 | Simon de Cramaud        | Par la suite nommé Cardinal et évêque de Poitiers. |

### XVesiècle
| Portrait | Armoiries                                     | Épiscopat   | Titulaire             | Notes |
| -------- | --------------------------------------------- | ----------- | --------------------- | --- |
|          | Ecu de Mgr Pierre Aimeri                      | 1409 à 1412 | Pierre Aimeri         | Précédemment évêque de Couserans et archevêque de Bourges.Inhumé dans le cimetière des vicaires à l'extérieur de la cathédrale de Bourges.                              |
|          | Ecu de Mgr Géraud du Puy                      | 1413 à 1420 | Géraud du Puy         | Précédemment évêque de Montauban, Saint-Flour et Mende. |
|          | Ecu de la famille de Pompadour                | 1420 à 1445 | Geoffroy de Pompadour | Précédemment évêque de Saint-Pons-de-Thomières. |
|          | Ecu de la famille d'Étampes                   | 1446 à 1455 | Jean d’Étampes        | Précédemment prévôt de Tulle, camérier apostolique, trésorier de Saint-Hilaire de Poitiers et doyen du chapitre de chanoines de la cathédrale Saint-Pierre de Poitiers. |
|          | Ecu de la famille de Basilhac                 | 1456 à 1459 | Geoffroy de Basilhac  | Par la suite nommé évêque de Rieux-Volvestre. |
|          |                                               | 1459 à 1475 | Jean du Chastel       | Précédemment archevêque de Vienne et évêque de Nimes. |
|          | Ecu de Mgr Georges d’Aubusson de la Feuillade | 1476 à 1497 | Guichard d'Aubusson   | Précédemment évêque de Courserans et de Cahors. |

## Époque moderne

### XVIesiècle
| Portrait | Armoiries                        | Épiscopat   | Titulaire                     | Notes                                                            |
| -------- | -------------------------------- | ----------- | ----------------------------- | ---------------------------------------------------------------- |
|          | Ecu de la famille d'Auxillon     | 1497-1512   | Pierre d'Auxillon             | Il est inhumé dans la basilique Saint-Paul de Narbonne.          |
|          | Ecu de la famille de Saint-André | 1512-1546   | Martin de Saint-André         | Il est inhumé dans la basilique Saint-Nazaire et Saint-Celse.    |
|          | Ecu de la famille de Bourbon     | 1546-1554   | Charles de Bourbon de Vendôme | Précédemment évêque de Nantes et archevêque de Rouen.            |
|          | Ecu de la famille de Foix        | 1554-1556   | Amanieu de Foix               | Évêque de Mâcon de 1556 à 1558.                                  |
|          | Ecu de Mgr François de Faucon    | 1556-1565   | François de Faucon            | Précédemment évêque de Tulle, Orléans et Mâcon.                  |
|          | Ecu de la famille de Bourbon     | 1565-1567   | Charles de Bourbon de Vendôme | Une nouvelle fois, cardinal. Prétendant au trône de France.      |
|          | Ecu de la famille Vitelli        | 1567-1568   | Vitellozzo Vitelli            | Cardinal Camerlingue de la Sainte Église romaine de 1564 à 1568. |
|          |                                  | 1569 à 1601 | Annibal de Ruccellai          | Gouverneur de Rome, d'Ancone et de Bologne.                      |

### XVIIesiècle
| Portrait | Armoiries                                  | Épiscopat   | Titulaire                                  | Notes                                                                                     |
| -------- | ------------------------------------------ | ----------- | ------------------------------------------ | ----------------------------------------------------------------------------------------- |
|          | Ecu de la famille de Lestang               | 1603 à 1621 | Christophe de Lestang                      | Il est inhumé dans la basilique Saint-Nazaire et Saint-Celse.                             |
|          | Ecu de la famille de Lestang               | 1621 à 1652 | Vitalis de Lestang                         | Neveu du précédent. Il est inhumé dans la basilique Saint-Nazaire et Saint-Celse.         |
|          | Ecu de la famille Servien                  | 1653 à 1654 | François de Servien                        | Évêque de Bayeux de 1654 à 1659.                                                          |
|          | Ecu de la famille de Nogaret de La Valette | 1655 à 1679 | Louis de Nogaret de La Valette             | Évêque de Mirepoix de 1630 à 1655.                                                        |
|          | Ecu de la famille d'Anglure de Bourlemont  | 1680        | Louis d'Anglure de Bourlemont              | Archevêque de Bordeaux de 1680 à 1697.                                                    |
|          | Armes de la famille Adhémar (de Monteil)   | 1681 à 1722 | Louis-Joseph Adhémar de Monteil de Grignan | 2 mai 1681 - 1er mars 1722. Il est inhumé dans la basilique Saint-Nazaire et Saint-Celse. |

### XVIIIesiècle
| Portrait | Armoiries                                   | Épiscopat   | Titulaire                                 | Notes |
| -------- | ------------------------------------------- | ----------- | ----------------------------------------- | --- |
|          | Ecu de la famille Chateauneuf de Rochebonne | 1722 à 1729 | Louis Joseph de Chateauneuf de Rochebonne | Coadjuteur de Mgr. de Grignan. 14 mars 1718. Sacré le 12 avril 1722 et meurt dans sa charge le 31 décembre 1729                                               |
|          | Ecu de la famille Bazin de Bezons           | 1730 à 1778 | Armand Bazin de Bezons                    | Mars 1730. Meurt dans sa charge le 11 mai 1778. Il est inhumé au cimetière de la Cité de Carcassonne.                                                         |
|          | Ecu de la famille Chastenet de Puysegur     | 1778 à 1788 | Jean Auguste de Chastenet de Puységur     | Sacré le 13 août 1778 - 15 septembre 1787. Il est inhumé dans l'église Notre-Dame-du-Bourg de Rabastens.                                                      |
|          | Ecu de la famille de Vintimille             | 1789 à 1790 | François Marie Fortuné de Vintimille      | Sacré le 13 avril 1788 dernier évêque de Carcassonne d'Ancien Régime, il résigne sa charge le 14 août 1801 et meurt en 1822. Le diocèse est supprimé en 1790. |

### Révolution française
| Portrait | Armoiries | Épiscopat   | Titulaire           | Notes                                                                                              |
| -------- | --------- | ----------- | ------------------- | -------------------------------------------------------------------------------------------------- |
|          |           | 1791 à 1801 | Guillaume Besaucèle | évêque constitutionnel du diocèse de l'Aude. il est inhumé au cimetière de la Cité de Carcassonne. |

## XIXesiècle: évêquesconcordataires
| Portrait | Armoiries                                       | Épiscopat   | Titulaire                                   | Notes |
| -------- | ----------------------------------------------- | ----------- | ------------------------------------------- | --- |
|          | Ecu de Mgr Louis Belmas                         | 1801        | Louis Belmas                                | est né en 1757. Évêque de Cambrai de 1802 à 1841. |
|          | Ecu de la famille de La Porte                   | 1802 à 1824 | Arnaud-Ferdinand de La Porte                | est né en 1756. Sacré le 6 septembre 1802 et meurt dans sa charge le 19 septembre 1824. Il est inhumé dans la cathédrale Saint-Michel de Carcassonne. |
|          | Ecu de Mgr Joseph-Julien de Gualy de Saint-Rome | 1824 à 1847 | Joseph-Julien de Gualy de Saint-Rome        | est né en 1765. Sacré le 24 avril 1825 à Paris, il meurt dans sa charge le 6 octobre 1847. Il est inhumé dans la cathédrale Saint-Michel de Carcassonne. |
|          | Ecu de la famille de Bonnechose                 | 1848 à 1855 | Henri de Bonnechose                         | est né le 30 mai 1800 à Paris, il est nommé évêque de Carcassonne le 17 janvier 1848 puis est nommé évêque d'Évreux le 23 mars 1855, puis archevêque de Rouen le 18 mars 1858, il est créé cardinal le 11 décembre 1863 et meurt dans sa charge le 28 octobre 1883 à Rouen dans la Seine-Maritime. Il est inhumé dans la cathédrale primatiale Notre-Dame-de-l'Assomption de Rouen |
|          | Ecu de la famille Roullet de La Bouillerie      | 1855 à 1873 | François-Alexandre Roullet de La Bouillerie | est né 1er mars 1810 à Paris, il est nommé évêque de Carcassonne le 23 mars 1855 puis est nommé archevêque coadjuteur de Bordeaux le 21 mars 1873 avec le siège titulaire de Pergé, il meurt dans sa charge le 8 juillet 1882 à Bordeaux dans la Gironde. Il est inhumé dans la cathédrale Saint-André de Bordeaux.                                                                |
|          | Ecu de Mgr François-Albert Leuillieux           | 1873 à 1881 | François-Albert Leuillieux                  | est né le 17 décembre 1823, il est nommé évêque de Carcassonne le 21 mars 1873, puis il est nommé archevêque de Chambéry le 13 mai 1881. Il meurt dans sa charge le 11 mai 1893. |
|          | Ecu de Mgr Félix-Arsène Billiard                | 1881 à 1901 | Félix Arsène Billard                        | est né le 23 octobre 1839 à Saint-valery-en-caux en Seine inférieure, il est nommé évêque de Carcassonne le 13 mai 1881 et meurt dans sa charge le 3 décembre 1901. Il est inhumé dans la cathédrale Saint-Michel de Carcassonne. |

## XXesiècle
| Portrait | Armoiries                               | Épiscopat   | Titulaire                        | Notes |
| -------- | --------------------------------------- | ----------- | -------------------------------- | --- |
|          | Ecu de la famille Beuvain de Beauséjour | 1902 à 1930 | Paul-Félix Beuvain de Beauséjour | est né le 16 décembre 1839 à Vesoul dans la Haute-Saône, il est nommé évêque de Carcassonne le 9 juin 1902, il meurt dans sa charge le 5 avril 1930. |
|          |                                         | 1930 à 1931 | Emmanuel Coste                   | est né le 17 avril 1873 à Narbonne dans l'Aude, il est nommé évêque coadjuteur le 29 octobre 1925 avec le titre d'évêque titulaire de Flaviopolis (de), il devient évêque de Carcassonne le 5 avril 1930, il est nommé ensuite archevêque d'Aix le 28 juillet 1931 et meurt dans sa charge le 18 janvier 1934. Il est inhumé dans la cathédrale Saint-Sauveur d'Aix-en-Provence.   |
|          | Ecu de Mgr Jean-Joseph Pays             | 1932 à 1951 | Jean-Joseph Pays                 | est né le 7 janvier 1882 à Julos dans les Hautes-Pyrénées, il est nommé évêque de Carcassonne le 16 août 1932, et meurt dans sa charge le 18 juin 1951. Il est inhumé dans la cathédrale Saint-Michel de Carcassonne. |
|          | Ecu de Mgr Pierre-Marie Puech           | 1952 à 1982 | Pierre-Marie Puech               | est né le 8 mars 1906 à Mazamet dans le Tarn, il est nommé évêque auxiliaire d'Albi le 7 juin 1947 avec le titre d'évêque titulaire de Doliché (de), il est nommé ensuite évêque de Carcassonne le 18 mars 1952 et se retire le 25 août 1982, il meurt le 1er janvier 1995. Il est inhumé dans la cathédrale Saint-Michel de Carcassonne. Reconnu Juste parmi les nations en 1992. |
|          |                                         | 1982 à 2004 | Jacques Despierre                | est né le 6 mai 1928 à Toulouse dans la Haute-Garonne, il est nommé évêque de Carcassonne et Narbonne le 25 août 1982, il se retire de sa charge le 28 juin 2004. |

## XXIesiècle: évêques de Carcassonne et Narbonne
| Portrait | Armoiries                 | Épiscopat   | Titulaire      | Notes |
| -------- | ------------------------- | ----------- | -------------- | --- |
|          | Ecu de Mgr Alain Planet   | 2004 à 2023 | Alain Planet   | est né le 18 novembre 1948 à Privas en Ardèche, il est évêque de Carcassonne depuis le 28 juin 2004. En 2006, le siège de Narbonne est rattaché au diocèse de Carcassonne, il devient évêque de Carcassonne et Narbonne. Il se retire le 31 mars 2023.                                                        |
|          | Ecu de Mgr Bruno Valentin | depuis 2023 | Bruno Valentin | est né le 22 janvier 1972 à Nancy en Meurthe-et-Moselle, il est nommé évêque auxiliaire de Versailles le 14 décembre 2018, avec le titre d'évêque titulaire de Vaison, il est nommé ensuite évêque coadjuteur de Carcassonne le 15 juillet 2022 et devient évêque de Carcassonne et Narbonne le 31 mars 2023. |